# Лора Адамс Армер
Лора Адамс Армер (12 січня 1874 — 16 березня 1963) — американська художниця і письменниця. У 1932 р. її роман«Безводна гора» отримав медаль Ньюбері. Вона також була однією із перших фотографів у районі затоки Сан-Франциско.

## Біографія
Лора Мей Адамс народилася в Сакраменто, штат Каліфорнія, і переїхала з родиною до Сан-Франциско до 1880 року. Її батько був теслярем, а мати кравчинею. У 1893 році міс Адамс розпочала навчання в мистецтві в Каліфорнійській школі дизайну в Інституті Марка Хопкінса і залишила дім в 1899 році, щоб відкрити власну фотостудію. Вона досягла швидких успіхів як портретна фотографка, опублікувала свої дослідження з теорії композиції фотографій і виставлялася в Sketch Club в Сан-Франциско (1900), на ярмарку штату Каліфорнія (1901–02), в Нью-Йоркському клубі камер (1901), Фотосалоні Сан-Франциско (1901 — Друга премія; 1902–03), Братстві Кінга Старра в Окленді (1902) та Художній асоціації Сан-Франциско (1903). У лютому 1902 року вона продала свою студію фотографці з Берклі Аделаїді Ханском і відправилась подорожувати південним заходом зі своїм нареченим Сідні Армером.
Пара одружилася в липні 1902 і в 1903 році переїхала до Берклі для народження сина Остіна. Кількість її виставок зросла завдяки виставці в Оклендському художньому фонді на якій були представлені її дизайн та гравюри на екслібрисах, які Енн Бригман назвала «вишуканими». Вона повернулася з поїздки на Таїті в жовтні 1905 р. і незабаром після цього її новонароджена донька померла. Наприкінці 1906 року вона повернулась до активної діяльності і стала активною учасницею виставки в художній колонії Берклі. Вона також виставлялася на півострові Монтерей і відпочивала в Кармелі разом з Енн Бригман. Лаура виграла срібну медаль на виставці в Сіетлі Аляска — Юкон — Тихоокеанський регіон у 1909 р. І почала експериментувати з кольоровою фотографією у своїй студії в Берклі.
Поворотний момент у її кар'єрі припав на 1919–20 роки, коли вона почала систематично документувати південно-західні племена Хопі та Навахо, що призвело до численних публікацій про їхню культуру, мистецтво (особливо картини з піску), фольклор, а також дозволило опублікувати сотні фотографій і відео племен і їх ритуалів, церемонії ''гірський переспів'', знятої на відео у 1928 р.

## Виставки

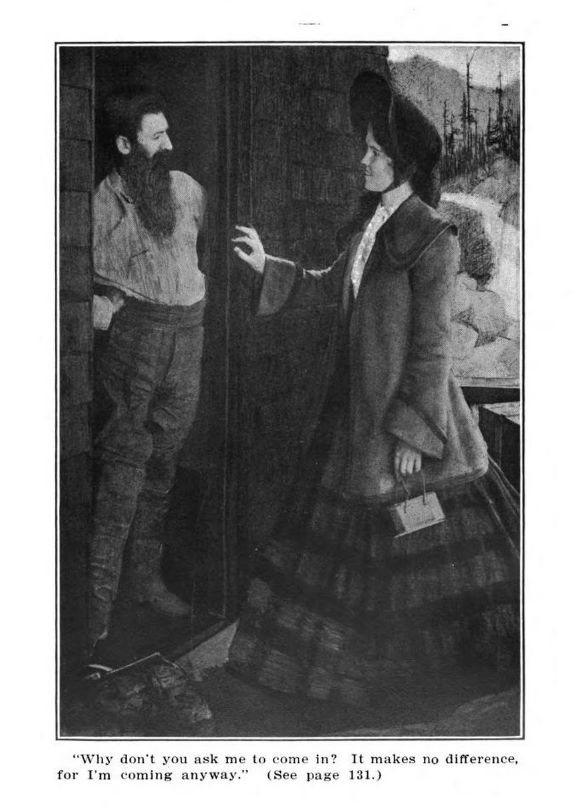
Ілюстрація з Листків з записної книжки Аргонавта, 1905 рік

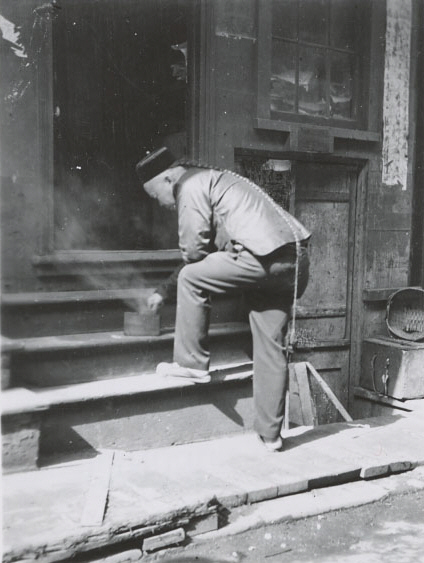
Літній китаець із косою, сфотографований у Чайнатауні Армер.

Фотографії Армер з Чайнатауну у Сан-Франциско (близько 1900 р.) Знаходяться у колекції Каліфорнійського історичного товариства Сан-Франциско. Її фотографії південного заходу Америки знаходяться в Музеї антропології Фібі А. Херст, Берклі, та Музеї американських індіанців Уїлрайт, Санта-Фе, штат Нью-Мексико.

## Опубліковані твори
- Armer, Laura Adams (1931). Waterless Mountain. Longmans, Green. Архів оригіналу за 29 квітня 2021. Процитовано 10 березня 2021.
- Armer, Laura Adams (1933). Dark Circle of Branches. Longman, Green.
- Armer, Laura Adams (1962). In Navajo Land. D. McKay Company.
- Armer, Laura Adams (1935). Southwest. Longmans, Green and Co.
- Armer, Laura Adams (1937). The trader's children. Longmans, Green and co.
- Armer, Laura Adams (1938). Farthest West ... Illustrated by Sidney Armer. Longmans, Green & Co.
- Armer, Laura Adams (1938). The Forest Pool. Longmans, Green & Co.